# Laion

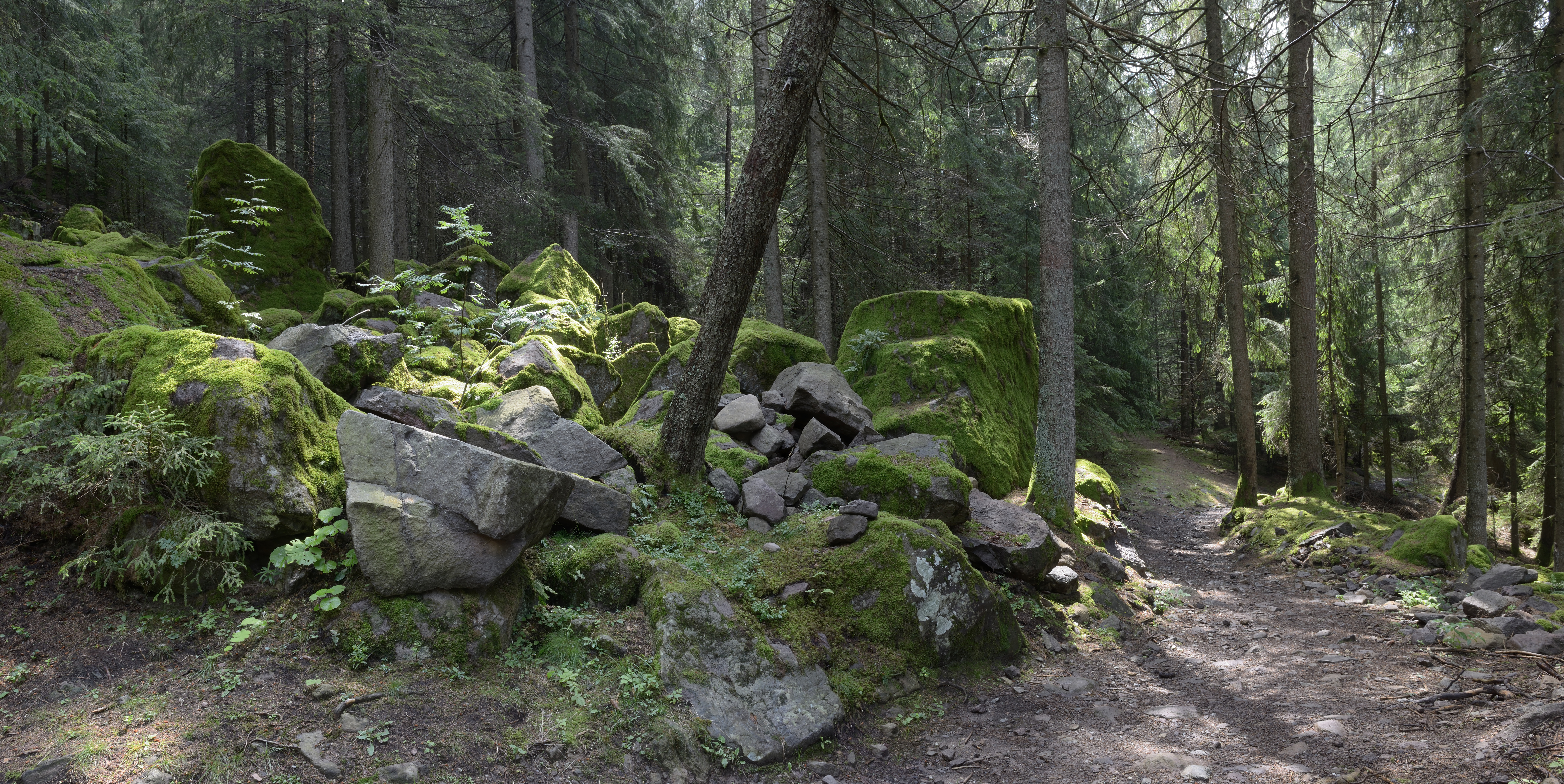
Le chemin des Possteig, Pontives.

Laion (en allemand Lajen) est une commune italienne d'environ 2 700 habitants située dans la province autonome de Bolzano dans la région du Trentin-Haut-Adige, dans le Nord-Est de l'Italie.

## Administration
| Période                                  | Période | Identité | Étiquette | Qualité |
| ---------------------------------------- | ------- | -------- | --------- | ------- |
|                                          |         |          |           |         |
| Les données manquantes sont à compléter. |         |          |           |         |

### Hameaux
Albions, Fraina (Freins), Novale (Ried), S. Pietro (St. Peter), Tanurza (Tanirz), Ceves (Tschöfas)

### Communes limitrophes
Les communes limitrophes sont  Barbiano, Castelrotto, Chiusa, Funes, Ortisei, Ponte Gardena et Villandro.